# Robert Beugré Mambé
Robert Beugré Mambé (n. 1 ianuarie 1952, Dabou, Lagunes District⁠(d), Coasta de Fildeș) este un om politic ivorian, numit prim-ministru la 16 octombrie 2023. El formează un guvern alcătuit din 33 de miniștri la 17 octombrie 2023. De etnie ébrié din grupul Akan, a fost guvernator al districtului autonom Abidjan între 2011 și 2023, deputat al circumscripției electorale Songon.

## Biografie
A obținut o diplomă de bacalaureat în științe în anul 1971.
Între 1971 și 1973, a urmat cursurile pregătitoare de matematici superioare, apoi de matematici speciale, după care a fost admis la École nationale supérieure des travaux publics (ENSTP) din Yamoussoukro, de unde a absolvit în 1976 cu diplomă în lucrări publice.
În 1994, a urmat un curs în domeniul finanțării locuințelor la Paris, în cadrul centrului de formare continuă al École nationale des ponts et chaussées.

## Carieră în lucrări publice
Întors în Coasta de Fildeș, Robert Beugré Mambé a fost, între 1977 și 1981, șeful departamentului de infrastructuri majore din cadrul Biroului Central de Studii Tehnice (B.C.E.T., actualul BNETD).
Robert Beugré Mambé a fost director de cabinet al ministrului Construcțiilor și Urbanismului între 1981 și 1984.
Între 1977 și 1985, a fost șeful departamentului de infrastructuri majore din cadrul B.C.E.T.
Între 1985 și 1990, a fost consilier tehnic în cadrul Ministerului Transporturilor și Urbanismului, apoi director de cabinet în același minister, iar în cele din urmă director de cabinet al Ministerului Echipamentelor, Transporturilor și Turismului, având sarcina de a coordona reflecțiile privind valorificarea permiselor profesionale.
Între 1990 și 1995, a fost director de cabinet al ministrului Locuinței, Cadrului de Viață și Mediului, apoi director de cabinet al ministrului Construcțiilor.
Între 1995 și 2001, a fost coordonatorul Proiectului Băncii Mondiale privind noua politică a locuințelor în Coasta de Fildeș.
În aceeași perioadă, a fost prim-adjunct al primarului din Songon, responsabil cu problemele de dezvoltare urbană, precum și cu drumurile agricole și sătești.
Între 2001 și 2006, a fost consultant privat pentru mai multe primării (Plateau, Port-Bouët) și instituții (BNETD, Banca Națională de Investiții, Direcția Generală a Impozitelor etc.).

## Carieră politică
A fost ales președinte al Comisiei Electorale Independente (CEI) în toamna anului 2005 și a devenit una dintre „bête noire” ale președintelui Republicii, Laurent Gbagbo⁠(d). Acesta din urmă l-a acuzat în 2010 de „fraudă” și „manipulare” în gestionarea litigiilor privind lista electorală provizorie. În februarie 2010, CEI a fost dizolvată.
În 2010, s-a remarcat prin tenacitatea și sângele rece de care a dat dovadă în timpul elaborării, extrem de conflictuale, a listei electorale. Demiterea sa de către autorități a fost frecvent evocată, însă, în ciuda presiunilor, a refuzat să demisioneze.
Noul președinte, Alassane Ouattara, l-a numit guvernator al districtului autonom Abidjan în anul 2011.
În iulie 2016, a fost numit ministru delegat pe lângă Președintele Republicii, responsabil cu Jocurile Francofoniei, care au avut loc în iulie 2017, funcție pe care a ocupat-o până în 2018.
În 2018, când PDCI rupe alianța cu RHDP, el decide să rămână în cadrul partidului aflat la guvernare. Beugré Mambé este astăzi unul dintre vicepreședinții partidului.
A fost ales deputat al circumscripției electorale Songon la 6 martie 2021, apoi primar al comunei Songon la 2 septembrie 2023.
A fost numit prim-ministru la 16 octombrie 2023 de către Alassane Ouattara. Beugré Mambé părăsește atunci funcția de guvernator al districtului autonom Abidjan. Își preia oficial atribuțiile la 17 octombrie 2023, în urma ceremoniei de predare a mandatului între el și predecesorul său, Patrick Achi. Își formează guvernul în aceeași zi, acesta fiind compus din 33 de membri. Robert Beugré Mambé este, de asemenea, ministru al Sporturilor și al Cadrului de viață în propriul său guvern.

## Familie și viață privată
Tatăl lui Robert Beugré Mambé este Elie Danho Mambé, iar mama sa este Jeanne N'Guessan Wahon.
Robert Beugré Mambé este tată a cinci copii cu soția sa, Marthe Irma Djedji, decedată la 31 octombrie 2021 la Paris.
Fiul unui pastor, este el însuși predicator al Bisericii Metodiste Unite din Coasta de Fildeș (EMUCI), la Templul Jubileu din Cocody.

## Distincții
- Ofițer al Meritului Sportiv din Coasta de Fildeș (1986)[3]
- Cavaler al Ordinului de Merit al Coastei de Fildeș (1988)[19]
- Ofițer al Ordinului Berbecului (2004)[19]
- Doctor honoris causa al Școlii de Comerț din Lyon (2023)[5]